# Sammakkojärvi (sjö i Enare, Lappland)
Sammakkojärvi är en sjö i kommunen Enare i landskapet Lappland i Finland. Arean är 39 hektar och strandlinjen är 6,38 kilometer lång. Sjön  ingår i Pasvik älvs huvudavrinningsområde.   Den ligger omkring 300 kilometer norr om Rovaniemi och omkring 990 kilometer norr om Helsingfors. 